# Syllitus acanthias
Syllitus acanthias là một loài bọ cánh cứng trong họ Cerambycidae.